# Mecyna marcidalis
Mecyna marcidalis és una espècie d'arna de la família dels cràmbids. Es troba a França, a l'Azerbaitjan, així com a l'Orient Mitjà, incloent Turquia, Síria, Iran i els territoris palestins.